# 克莱蒙-普伊吉耶斯
克莱蒙-普伊吉耶斯（法語：Clermont-Pouyguillès，法語發音：[klɛʁmɔ̃ pwiɡijɛs]）是法国热尔省的一个市镇，属于米朗德区。

## 历史
该市镇于1822年由原市镇克莱蒙普罗普尔（Clermont-Propre）、巴斯库斯（Bascous）、努扬（Nouilhan）和普伊吉耶斯（Pouyguillès）合并而成。

## 地理
克莱蒙-普伊吉耶斯（43°28'16"N, 0°31'22"E）面积12.71 平方千米，位于法国奧克西塔尼大區热尔省，该省份为法国西南部内陆省份，北起顺时针与洛特-加龙省、塔恩-加龙省、上加龙省、上比利牛斯省、大西洋比利牛斯省和朗德省接壤。
与克莱蒙-普伊吉耶斯接壤的市镇（或旧市镇、城区）包括：拉巴特、卢贝尔桑、卢尔蒂-蒙布兰、蒙卡桑、圣阿罗芒、圣梅达尔、塞桑。
克莱蒙-普伊吉耶斯的时区为UTC+01:00、UTC+02:00（夏令时）。

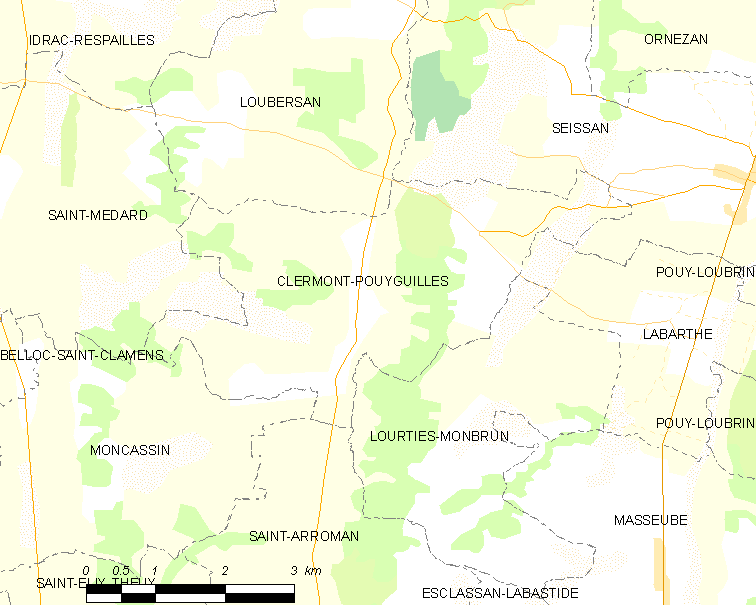
克莱蒙-普伊吉耶斯的OSM定位图

## 行政
克莱蒙-普伊吉耶斯的邮政编码为32300，INSEE市镇编码为32104。

## 政治
克莱蒙-普伊吉耶斯所属的省级选区为米朗德-阿斯塔拉克县。

## 人口

1962-2008年间克莱蒙-普伊吉耶斯人口变化图示

克莱蒙-普伊吉耶斯于2022年1月1日时的人口数量为159人。